# Kale (Mond)
Kale (auch Jupiter XXXVII) ist einer der kleineren äußeren Monde des Planeten Jupiter.

## Entdeckung
Kale wurde am 9. Dezember 2001 von Astronomen der Universität Hawaii entdeckt. Er erhielt zunächst die vorläufige Bezeichnung S/2001 J 8.
Benannt wurde der Mond nach Kale, einer der Chariten aus der griechischen Mythologie. 

## Bahndaten
Kale umkreist Jupiter in einem mittleren Abstand von 23.217.000 km in 729 Tagen, 11  Stunden und 17 Minuten. Die Bahn weist eine  Exzentrizität von 0,2599 auf. Mit einer Neigung von 164,996° ist die Bahn retrograd, d. h., der Mond bewegt sich entgegen der Rotationsrichtung des Jupiter um den Planeten. 
Aufgrund seiner Bahneigenschaften wird Kale der Carme-Gruppe, benannt nach dem Jupitermond  Carme, zugeordnet. 

## Physikalische Daten
Kale  hat einen mittleren Durchmesser von etwa 2 km. Ihre Dichte wird auf 2,6 g/cm³ geschätzt. Sie ist vermutlich überwiegend aus silikatischem Gestein aufgebaut.
Kale weist eine sehr dunkle Oberfläche auf mit einer Albedo von 0,04, d. h., nur 4 % des eingestrahlten Sonnenlichts werden reflektiert. Ihre scheinbare Helligkeit beträgt 23,0m.